# Desis
Desis is een geslacht van spinnen uit de  familie van de Desidae.

## Soorten
- Desis crosslandi Pocock, 1903
- Desis formidabilis (O. P.-Cambridge, 1890)
- Desis galapagoensis Hirst, 1925
- Desis gardineri Pocock, 1904
- Desis hartmeyeri Simon, 1909
- Desis inermis Gravely, 1927
- Desis japonica Yaginuma, 1956
- Desis kenyonae Pocock, 1902
- Desis marina (Hector, 1877)
- Desis martensi L. Koch, 1872
- Desis maxillosa (Fabricius, 1793)
- Desis risbeci Berland, 1931
- Desis tangana Roewer, 1955
- Desis vorax L. Koch, 1872